# 堀親良
堀親良（日语：／ Hori Chikayoshi，1580年—1637年7月5日）是日本安土桃山時代至江戶時代前期大名。信濃飯田藩堀家初代。

## 生平
與父親秀政和哥哥秀治一同仕於豐臣秀吉。
在小田原征伐時以11歳之齡進行初陣，在父親死後領有越前國2萬石。在天正19年（1591年）敘任從五位下美作守，接受秀吉下賜羽柴氏和豊臣姓以及「秀家」的名字。與秀治一同轉封至越後國並領有藏王堂4萬石，把其中1萬石分給家老近藤重勝。在秀吉死去後拜領遺物「助真」。
在慶長5年（1600年）的關原之戰中與哥哥一同加入東軍。此時上杉景勝在本國企圖謀反並以齋藤氏、柿崎氏、丸田氏等為軍長，一揆在會津的下田村布陣，秀家馬上率軍鎮壓並獲得首級（『寛永諸家系圖傳』），為鎮壓會津上杉氏在越後挑發的上杉遺民一揆而奔走。因為這次功勞而收到德川家康、秀忠發出的感謝狀。在感謝狀中被稱呼為羽柴美作守殿，由此可知在此時仍以羽柴為姓。在戰後被家康承認所領。
在慶長7年（1602年）期間與同族的堀直政不和而對立，於是稱病並前往亡父在京都伏見的屋敷中隱居。這個時候把家督讓予養嗣子鶴千代。帶領譜代家臣經由京、大坂進入紀州，寄身於領有紀州的妻子家淺野家。向岳父淺野幸長討論去向後前往駿府謁拜家康，受命成為將軍秀忠的家臣。經過4年努力後，在慶長16年（1611年）被賜予下野國真岡1萬2千石，在江戶謁拜秀忠。
在大坂之陣中於土井利勝的旗下奮戰。此時棄用羽柴氏並改回堀氏，名字都改為親良。在元和4年（1618年）加增美濃國5千石，在寬永4年（1627年）被賜予下野國烏山城，於是領有烏山2萬5千石。
在寬永14年5月13日（1637年7月5日）死去。享年57歲。